# الزيدة (بني ضبيان)

تعديل مصدري - تعديل

الزيدة هي إحدى قرى عزلة بني ضبيان بمديرية بني ضبيان التابعة لمحافظة صنعاء، بلغ تعداد سكانها 32 نسمة حسب تعداد اليمن لعام 2004.